# Млечник гигрофоровидный
Мле́чник гигрофоровидный (лат. Lactárius hygrophoroídes) — гриб рода млечник (Lactarius) семейства сыроежковые (Russulaceae). Съедобен.

## Морфология
Шляпка ∅ 4—8 см, сухая, выпуклая, затем плоская или вдавленная, оранжево-коричневого цвета.
Пластинки редкие, белого или кремового цвета, с выступающим млечным соком, нисходящие.
Споровый порошок белого цвета.
Ножка ∅ 0,5—1,5 см, 3—7 см высотой, оранжево-коричневая.
Мякоть ломкая, белая, с млечным соком, не меняющим цвета на срезе.

## Экология и распространение
Образует микоризу преимущественно с дубом. Произрастает в лесах.

## Сходные виды
- Lactarius corrugis — шляпка красно-коричневая, с морщинистым краем, пластинки охристые, млечный сок коричневеет на воздухе.
- Lactarius volemus — Груздь красно-коричневый.